# Ričardas Berankis
Ričardas Berankis (ur. 21 czerwca 1990 w Wilnie) – litewski tenisista, reprezentant w Pucharze Davisa, olimpijczyk z Rio de Janeiro (2016).

## Kariera tenisowa
Występując jeszcze jako junior, Litwin w roku 2007 wygrał juniorską edycję US Open, po zwycięstwie w finale nad reprezentantem Polski, Jerzym Janowiczem. Tegoż samego roku Berankis triumfował ponadto w Orange Bowl, w którego finale pokonał Grigora Dimitrowa. W grudniu 2007 roku został sklasyfikowany jako lider rankingu singlistów wśród juniorów.
W 2008 roku rozpoczął karierę zawodową. Początkowo grywał w turniejach z serii ITF Futures, wygrywając w portugalskiej Albufeirii. Pierwsze sukcesy w cyklu ATP Challenger Tour zanotował w 2010 roku, kiedy wygrał dwa turnieje, najpierw w Nottingham, a potem w Helsinkach. W rozgrywkach rangi ATP World Tour osiągnął dwa finały.
W styczniu 2013 roku przeszedł przez turniej kwalifikacyjny Australian Open. W turnieju głównym pokonał Serhija Stachowskiego i Floriana Mayera, a w 3 rundzie przegrał z Andym Murrayem 3:6, 4:6, 5:7.
W kwietniu 2015 roku Berankis w parze z Tejmurazem Gabaszwilim w meczu mistrzowskim turnieju w Houston pokonali debel Treat Huey–Scott Lipsky wynikiem 6:4, 6:4.
Od maja 2007 Berankis jest reprezentantem Litwy w Pucharze Davisa. Do końca 2016 roku rozegrał dla zespołu 44 pojedynków (singel i debel), z których w 29 zwyciężył.
W 2016 zagrał w turnieju singlowym igrzysk olimpijskich w Rio de Janeiro ponosząc porażkę w 1 rundzie.
Najwyżej sklasyfikowany w rankingu indywidualnym był na 50. pozycji w maju 2016 roku.

### Finały w turniejach ATP World Tour
| Legenda                                      |
| -------------------------------------------- |
| Wielki Szlem                                 |
| Igrzyska olimpijskie                         |
| Tennis Masters Cup / ATP Finals              |
| ATP Masters Series / ATP Tour Masters 1000   |
| ATP International Series Gold / ATP Tour 500 |
| ATP International Series / ATP Tour 250      |

#### Gra pojedyncza (0–2)
| Końcowy wynik | Nr | Data                 | Turniej     | Nawierzchnia  | Przeciwnik    | Wynik finału  |
| ------------- | -- | -------------------- | ----------- | ------------- | ------------- | ------------- |
| Finalista     | 1. | 29 lipca 2012        | Los Angeles | Twarda        | Sam Querrey   | 0:6, 2:6      |
| Finalista     | 2. | 22 października 2017 | Moskwa      | Twarda (hala) | Damir Džumhur | 2:6, 6:1, 4:6 |

#### Gra podwójna (1–0)
| Końcowy wynik | Nr | Data             | Turniej | Nawierzchnia | Partner             | Przeciwnicy             | Wynik finału |
| ------------- | -- | ---------------- | ------- | ------------ | ------------------- | ----------------------- | ------------ |
| Zwycięzca     | 1. | 11 kwietnia 2015 | Houston | Ceglana      | Tejmuraz Gabaszwili | Treat Huey Scott Lipsky | 6:4, 6:4     |